# فهرست فیلم‌های بلو اسکای استودیوز
این فهرستی از فیلم‌های بلو اسکای استودیو، یک شرکت آمریکایی تولید فیلم سی جی ای مستقر در گرینویچ، کنتیکت، ایالات متحده است. بلو اسکای ۱۳ فیلم بلند منتشر کرده که همگی توسط فاکس تونتییز (اکنون استودیو قرن بیستم) تا تاریخ ۱۰ آوریل ۲۰۲۱ منتشر شدند. این شرکت اولین فیلم بلند خود با نام عصر یخبندان را در سال ۲۰۰۲ تولید کرد. دومین ساخته آنها، ربات‌ها، در سال ۲۰۰۵ منتشر شد و بعد از آن اولین دنباله آن، عصر یخبندان: ذوب، در سال ۲۰۰۶ منتشر شد.
بلو اسکای یکی از استودیوهای گروه سرگرمی فاکس بود که توسط دیزنی در ۲۰ مارس ۲۰۱۹ خریداری شد.
آخرین فیلم بلو اسکای جاسوسان نامحسوس بود که در ۲۵ دسامبر ۲۰۱۹ اکران شد.

## فیلم‌های بلند

### فیلم‌های منتشر شده
| #  | فیلم                         | تاریخ انتشار   | کارگردان‌ها                   | آهنگسازها     |
| -- | ---------------------------- | -------------- | ---------------------------- | ------------- |
| ۱  | عصر یخبندان                  | ۱۵ مارس ۲۰۰۲   | کریس وج                      | دیوید نیومن   |
| ۲  | ربات‌ها                       | ۱۱ مارس ۲۰۰۵   | کریس وج                      | جان پاول      |
| ۳  | عصر یخبندان: ذوب             | ۳۱ مارس ۲۰۰۶   | کارلوس سالدانها              | جان پاول      |
| ۴  | هورتون صدایی می‌شنود          | ۱۴ مارس ۲۰۰۸   | جیمی هیوارد و استیو مارتینو  | جان پاول      |
| ۵  | عصر یخبندان: ظهور دایناسورها | ۱ ژوئیه ۲۰۰۹   | کارلوس سالدانها              | جان پاول      |
| ۶  | ریو                          | ۱۵ آوریل ۲۰۱۱  | کارلوس سالدانها              | جان پاول      |
| ۷  | عصر یخبندان: رانش قاره‌ای     | ۱۳ ژوئیه ۲۰۱۲  | استیو مارتینو و مایک تورمایر | جان پاول      |
| ۸  | حماسه                        | ۲۴ مه ۲۰۱۳     | کریس ویج                     | دنی الفمن     |
| ۹  | ریو ۲                        | ۱۱ آوریل ۲۰۱۴  | کارلوس سالدانها              | جان پاول      |
| ۱۰ | فیلم بادام زمینی             | ۶ نوامبر ۲۰۱۵  | استیو مارتینو                | کریستوف بک    |
| ۱۱ | عصر یخبندان: مسیر برخورد     | ۲۲ ژوئیه ۲۰۱۶  | مایک تورمایر                 | جان دبنی      |
| ۱۲ | فردیناند                     | ۱۵ دسامبر ۲۰۱۷ | کارلوس سالدانها              | جان پاول      |
| ۱۳ | جاسوسان نامحسوس              | ۲۵ دسامبر ۲۰۱۹ | نیک برونو و تروی کوان        | تئودور شاپیرو |

### عملکرد باکس آفیس
| فیلم                             | بودجه               | آمریکای شمالی    | آمریکای شمالی       | ناخالص خارج از کشور | ناخالص در سراسر جهان (تنظیم نشده) | Ref.   |
| فیلم                             | بودجه               | افتتاح           | ناخالص (تنظیم نشده) | ناخالص خارج از کشور | ناخالص در سراسر جهان (تنظیم نشده) | Ref.   |
| -------------------------------- | ------------------- | ---------------- | ------------------- | ------------------- | --------------------------------- | ------ |
| عصر یخبندان                      | ۵۹–۶۵ میلیون دلار   | ۴۶٫۳ میلیون دلار | ۱۷۶٫۳ میلیون دلار   | ۲۰۶٫۸ میلیون دلار   | ۳۸۳٫۲ میلیون دلار                 | [ ۵ ]  |
| ربات‌ها                           | ۷۵–۸۰ میلیون دلار   | ۳۶ میلیون دلار   | ۱۲۸٫۲ میلیون دلار   | ۱۳۲٫۵ میلیون دلار   | ۲۶۰٫۷ میلیون دلار                 | [ ۶ ]  |
| عصر یخبندان: ذوب شدن             | ۸۰ میلیون دلار      | ۶۸ میلیون دلار   | ۱۹۵٫۳ میلیون دلار   | ۴۶۵٫۶ میلیون دلار   | ۶۶۰٫۹ میلیون دلار                 | [ ۷ ]  |
| هورتون دکتر سوس یک کی را می‌شنود! | ۸۵ میلیون دلار      | ۴۵ میلیون دلار   | ۱۵۴٫۵ میلیون دلار   | ۱۴۲٫۶ میلیون دلار   | ۲۹۷٫۱ میلیون دلار                 | [ ۸ ]  |
| عصر یخبندان: طلوع دایناسورها     | ۹۰ میلیون دلار      | ۴۱٫۶ میلیون دلار | ۱۹۶٫۵ میلیون دلار   | ۶۹۰٫۱ میلیون دلار   | ۸۸۶٫۶ میلیون دلار                 | [ ۹ ]  |
| ریو                              | ۹۰ میلیون دلار      | ۳۹٫۲ میلیون دلار | ۱۴۳٫۶ میلیون دلار   | ۳۴۱ میلیون دلار     | ۴۸۴٫۶ میلیون دلار                 | [ ۱۰ ] |
| عصر یخبندان: رانش قاره           | ۹۵ میلیون دلار      | ۴۶٫۶ میلیون دلار | ۱۶۱٫۳ میلیون دلار   | ۷۱۵٫۹ میلیون دلار   | ۸۷۷٫۲ میلیون دلار                 | [ ۱۱ ] |
| حماسه                            | ۹۳–۱۰۰ میلیون دلار  | ۳۳٫۵ میلیون دلار | ۱۰۷٫۵ میلیون دلار   | ۱۶۰٫۹ میلیون دلار   | ۲۶۸٫۴ میلیون دلار                 | [ ۱۲ ] |
| ریو ۲                            | ۱۰۳–۱۳۰ میلیون دلار | ۳۹٫۵ میلیون دلار | ۱۳۱٫۵ میلیون دلار   | ۳۶۷٫۲ میلیون دلار   | ۴۹۷٫۱ میلیون دلار                 | [ ۱۳ ] |
| فیلم بادام زمینی                 | ۹۹ میلیون دلار      | ۴۴٫۲ میلیون دلار | ۱۳۰٫۱ میلیون دلار   | ۱۱۶ میلیون دلار     | ۲۴۶٫۲ میلیون دلار                 | [ ۱۴ ] |
| عصر یخبندان: دوره برخورد         | ۱۰۵ میلیون دلار     | ۲۱٫۳ میلیون دلار | ۶۴ میلیون دلار      | ۳۴۴٫۵ میلیون دلار   | ۴۰۸٫۵ میلیون دلار                 | [ ۱۵ ] |
| فردیناند                         | ۱۱۱ میلیون دلار     | ۱۳٫۴ میلیون دلار | ۸۴٫۴ میلیون دلار    | ۲۱۱٫۶ میلیون دلار   | ۲۹۶ میلیون دلار                   | [ ۱۶ ] |
| جاسوسان در لباس مبدل             | ۱۰۰ میلیون دلار     | ۱۳٫۲ میلیون دلار | ۶۶٫۷ میلیون دلار    | ۱۰۴٫۸ میلیون دلار   | ۱۷۱٫۶ میلیون دلار                 | [ ۱۷ ] |

### برنده‌ها و نامزدهای اسکار
| فیلم        | بهترین فیلم پویانمایی | بهترین ترانه |
| ----------- | --------------------- | ------------ |
| عصر یخبندان | نامزدشده              |              |
| ریو         |                       | نامزدشده     |
| فردیناند    | نامزدشده              |              |

### برنده‌ها و نامزدهای جایزه گلدن گلوب
| فیلم             | فیلم پویانمایی بلند | بهترین ترانه غیراقتباسی |
| ---------------- | ------------------- | ----------------------- |
| فیلم بادام زمینی | نامزدشده            |                         |
| فردیناند         | نامزدشده            | نامزدشده                |